# Empire (álbum de Queensrÿche)
Empire é o quarto álbum de estúdio da banda estadunidense de metal progressivo Queensrÿche, lançado em 20 de agosto de 1990. O álbum alcançou o certificado triplo de Platina, e a música Silent Lucidity alcançou a primeira posição no Mainstream Rock Tracks e a nona posição na Billboard Hot 100. "Silent Lucidity", foi também indicada para o Grammy Awards de 1992 nas categorias Melhor Canção Rock e Melhor Performance Vocal Rock por um Duo ou Grupo. É o álbum de maior sucesso comercial da banda.

## Faixas
1. "Best I Can" (DeGarmo) — 5:34
2. "The Thin Line" - (DeGarmo, Tate, Wilton) — 5:42
3. "Jet City Woman" (DeGarmo, Tate) — 5:22
4. "Della Brown" (DeGarmo, Rockenfield, Tate) — 7:04
5. "Another Rainy Night (Without You)" (DeGarmo, Jackson, Tate) — 4:29
6. "Empire" (Tate, Wilton) — 5:24
7. "Resistance" (Tate, Wilton) — 4:50
8. "Silent Lucidity" (DeGarmo) — 5:48
9. "Hand on Heart" (DeGarmo, Tate, Wilton) — 5:33
10. "One and Only" (DeGarmo, Wilton) — 5:54
11. "Anybody Listening?" (DeGarmo, Tate) — 7:41

## Créditos
Créditos
- Geoff Tate: Vocais, Teclados
- Chris DeGarmo: Guitarra, Teclado, Backing vocal
- Michael Wilton: Guitarra
- Eddie Jackson: Baixo, Backing vocal
- Scott Rockenfield: Bateria, Percussão

## Desempenho
| Ano  | Tabela                        | Posição |
| ---- | ----------------------------- | ------- |
| 1990 | Billboard 200                 | 07      |
| 1990 | UK Albums Chart               | 13      |
| 1990 | Norwegian Albums Chart        | 14      |
| 1990 | Oricon Japanese Albums Charts | 18      |
| 1990 | Swiss Albums Chart            | 22      |
| 1990 | Swedish Albums Chart          | 26      |
| 1990 | Dutch Albums Chart            | 56      |
| 1991 | RPM100 Albums (Canada)        | 18      |
| 1991 | New Zealand Albums Chart      | 50      |
| 2010 | German Albums Chart           | 22      |

## Certificações
| País        | Organização | Ano  | Certificação             |
| ----------- | ----------- | ---- | ------------------------ |
| E.U.A.      | RIAA        | 1994 | 3x Platina (+ 3.000.000) |
| Canadá      | CRIA        | 1991 | Platina (+ 100.000)      |
| Reino Unido | BPI         | 1993 | Prata (+ 60.000)         |